# Лабінський відділ
45°00′00″ пн. ш. 41°07′00″ сх. д. / 45° пн. ш. 41.116666666667° сх. д.
Лабінський (Армавірський) відділ — адміністративна одиниця у складі Кубанської області Російської імперії та Кубано-Чорноморської області РРФСР, що існувала в 1888—1924 роках. Адміністративний центр — місто Армавір.

## Географія
Відділ займав східну частину Кубанської області і на сході межував зі Ставропольською губернією.

### Сучасний стан
На території колишнього Лабінського відділу Кубанської області зараз розташовуються частини Гулькевицького, Новокубанського, Курганинського, Лабінського, Успенського районів Краснодарського краю, а також Новоолександрівського, Ізобільненського та Шпаковського районів Ставропольського краю.

## Історія
- Відділ утворений у 1888 році у складі Кубанської області з центром у селі Армавір з частини територій Баталпашинського, Кавказького та Майкопського повітів.
- Після встановлення Радянської влади на Кубані у березні 1920 року Лабінський відділ увійшов до складу новоствореної Кубано-Чорноморської області.
- 12 листопада 1920 року Лабинський відділ було перейменовано на Армавірський.
- 2 червня 1924 року було ліквідовано Кубано-Чорноморська область і всі відділи, що входили до неї. Більша частина території Армавірського відділу увійшла до складу Армавірського округу Південно-Східної області.

## Адміністративний устрій
У 1913 році до складу відділу входило 4 волосних правління та 33 станиці:
- Волосні правління:
  - Армавірське — селище Армавір,
  - Кубанське — селище Кубанське,
  - Новомихайлівське — селище Новомихайлівське,
  - Успенське — селище Успенське,
- Станиці:

| - Ахметовська, - Барсуковська, - Безскорбна, - Безстрашна, - Владимирська, - Вознесенська, - Григориполіська, - Зассовська, - Каладжинська, - Кам'янобродська, - Константинівська, | - Курганська, - Лабінська, - Михайлівська, - Надьожна, - Миколаївська, - Новоолександрівська, - Новомар'ївська, - Новотроїцька, - Отважна, - Петропавлівська, - Подгорна, - Попутна, | - Прочноокопська, - Расшеватська , - Родниковська, - Рождєственска, - Сенгілеївська, - Теміжбекська, - Темноліська, - Тенгінська, - Убеженська, - Упорна, - Урупська, - Чамлицька. |

Станом на 26 січня 1923 року до складу відділу входило 38 волостей:
| 1. Армавірська, 2. Барсуковська, 3. Біломечетська, 4. Безскорбна, 5. Богословська, 6. Братково-Опочинівська, 7. Великокнязівська, 8. Владимирська, 9. Вознесенська, 10. Григоріполіська, | 1. Івановська, 2. Кам'янобродська, 3. Карамурзинська, 4. Казьминська, 5. Коноковська, 6. Кубанська, 7. Костянтинівська, 8. Курганна, 9. Кургоковська, 10. Лабінська, | 1. Невинномиська, 2. Миколаївська, 3. Новоолександрівська, 4. Новомихайлівська, 5. Новотроїцька, 6. Отважна, 7. Отрадна, 8. Прочноокопська, 9. Рождєственска, | 1. Спокойна, 2. Старомихайлівська, 3. Убеженська, 4. Удобна, 5. Упорна, 6. Упорна, 7. Урупська, 8. Урупська гірська, 9. Чамлицька. |

## Населені пункти
Найбільші населені пункти (населення, кінець ХІХ століття):
| - м. Армавір (18 113) - ст-ця Лабінська (14 286) - ст-ця Михайлівська (10 245) - ст-ця Урупська (10 000) - ст-ця Вознесенська (9 529) - с. Новомихайлівське (9 137) - ст-ця Петропавлівська (8 956) - ст-ця Расшеватська (8 540) - ст-ця Родниковська (7 996) | - ст-ця Владимирський (7 823) - ст-ця Попутна (7 342) - ст-ця Чамлицька (6 987) - ст-ця Новотроїцька (6 264) - ст-ця Прочноокопская (5 729) - с. Кубанське (5 610) - ст-ця Новоолександрівська (5 249) - ст-ця Кам'янобродська (5 166) | - ст-ца Різдвяний (5 143) - ст-ца Безскорбна (5 000) - ст-ца Миколаївський (4 367) - ст-ца Костянтинівська (4 268) - с. Спасівський (4 132) - ст-ца Курганний (3 918) - ст-ца Сенгілеєвська (3 696) - ст-ца Новомарьевская (3 542) |

## Населення
Національний склад відділу у 1897 році:
| Національність | Чисельність, осіб | Частка від усього населення, % |
| -------------- | ----------------- | ------------------------------ |
| великороси     | 229 954           | 75,2                           |
| українці       | 57 850            | 18,9                           |
| німці          | 5870              | 1,9                            |
| вірмени        | 5162              | 1,7                            |
| білоруси       | 3881              | 1,7                            |
| інші           | 3016              | 1,0                            |
| Разом:         | 305 733           | 100,00                         |

Розподіл населення за статевою ознакою:
- чоловіки — 154 396 (50,5 %)
- жінки — 151 337 (49,5 %)

## Отамани Лабінського відділу
- Никифор Кравченко